# Гридинская (Митюковский сельсовет)
Гридинская — деревня в Вожегодском районе Вологодской области.
Входит в состав Митюковского сельского поселения, с точки зрения административно-территориального деления — в Митюковский сельсовет.
Расстояние по автодороге до районного центра Вожеги — 72 км, до центра муниципального образования Сосновицы — 4 км. Ближайшие населённые пункты — Галунинская, Сиговская, Быковская.
По переписи 2002 года население — 22 человека (10 мужчин, 12 женщин). Преобладающая национальность — русские (95 %).